# Sophie Wepper
Sophie-Margarita Wepper (* 18. Oktober 1981 in München) ist eine deutsche Schauspielerin.

## Leben
Sophie Wepper ist die Tochter des Schauspielers Fritz Wepper (1941–2024) aus dessen erster Ehe mit Angela von Morgen (1942–2019) sowie die Nichte des Schauspielers Elmar Wepper (1944–2023). 
Von 2002 bis 2003 studierte sie Fernsehjournalismus an der Bayerischen Fernsehakademie, gefolgt von einem einjährigen Volontariat bei Lisa Film. Ihr Fernsehdebüt gab Sophie Wepper 1991 in der Derrick-Folge Caprese in der Stadt an der Seite ihres Vaters Fritz Wepper. Seit 2003 spielte sie Nebenrollen an der Seite Fritz Weppers beispielsweise in der Krankenhausserie In aller Freundschaft – Folge Eifersucht (2003), in den Fernsehfilmen Ein Engel namens Hans-Dieter (2004) und Kurhotel Alpenglück (2005). Sophie Wepper arbeitet auch hinter der Kamera und absolvierte ein Praktikum beim Dreh zur ARD-Filmreihe Unter weißen Segeln – Folge Odyssee des Herzens, die in Griechenland mit Fritz Wepper entstand.
In der Kriminalfilmreihe Mord in bester Gesellschaft, von der von 2007 bis 2017 fünfzehn Folgen entstanden sind, spielte sie abermals neben ihrem Vater ihre erste größere Rolle als dessen Filmtochter. Im Sommer 2013 verkörperte sie im Rahmen der Karl-May-Spiele Bad Segeberg die Rolle der Nscho-tschi.
Am 4. Mai 2016 heiratete Wepper in München den Unternehmer David Meister. Im März 2018 bekam das Paar eine Tochter.

## Filmografie (Auswahl)
- 1991: Derrick – Caprese in der Stadt
- 2003: In aller Freundschaft (Fernsehserie, Folge 175 "Eifersucht")
- 2004: Ein Engel namens Hans-Dieter (Fernsehfilm)
- 2006: Kurhotel Alpenglück (Fernsehfilm)
- 2007–2017: Mord in bester Gesellschaft (Krimireihe, 15 Folgen)
  - 2008: Die Nächte des Herrn Senator (Folge 3)
  - 2009: Der süße Duft des Bösen (Folge 4)
  - 2011: Das Ende vom Lied (Folge 8)
  - 2015: Bitteres Erbe (Folge 14)
- 2007: Rosamunde Pilcher: Wind über der See (Fernsehreihe)
- 2008: Um Himmels Willen – Stehaufmännchen
- 2010: Das Traumhotel – Chiang Mai
- 2010: SOKO München – Nur fünf Minuten
- 2010: SOKO Kitzbühel – Ganz in weiß
- 2011: Die Rosenheim-Cops – Hochzeit mit Hindernissen
- 2012: Katie Fforde: Diagnose Liebe (Fernsehreihe)
- 2012: Alarm für Cobra 11 – Die Autobahnpolizei – Ohne Gewissen
- 2013: Um Himmels Willen (Fernsehserie, 1 Folge)
- 2013: Weißblaue Geschichten
- 2013: Die Alpenklinik – Episode 6: Notfall für Dr. Guth

## Theaterrollen
- 2013: Karl-May-Spiele Bad Segeberg als Nscho-tschi